# 巴林山

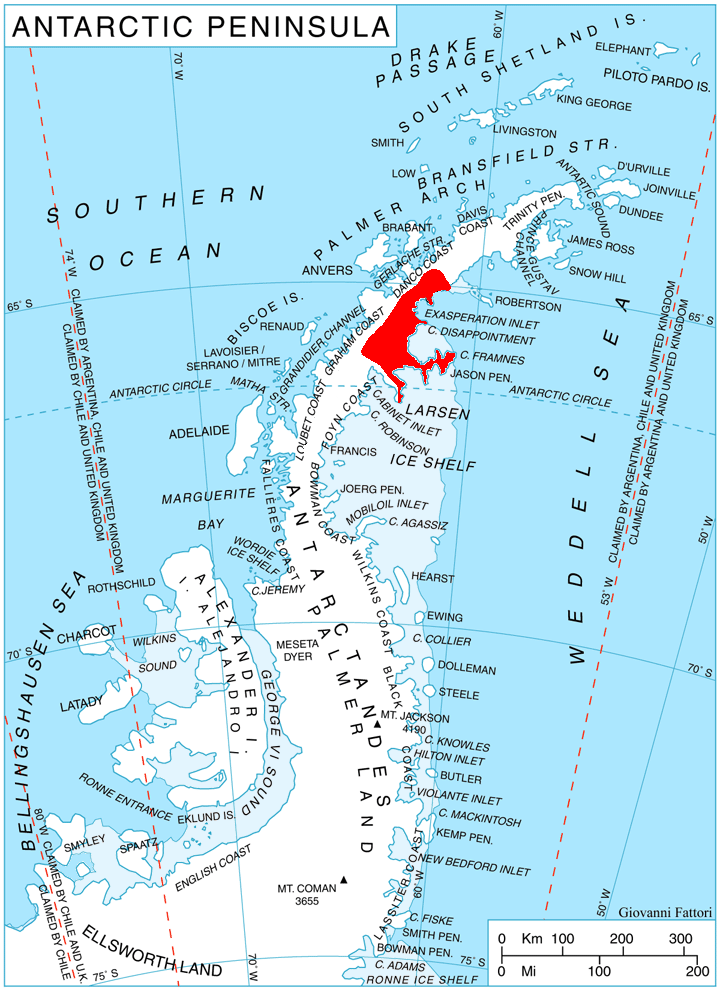

65°36′S 62°12′W / 65.600°S 62.200°W
巴林山（英語：Mount Baleen）是南極洲的山峰，位於葛拉漢地東岸，屬於亞里斯多德山脈的一部分，處於雷切爾冰川和斯塔巴克冰川之間，海拔高度910米。